# هارفي مانديل
هارفي مانديل (بالإنجليزية: Harvey Mandel)‏ هو عازف قيثارة وموسيقي أمريكي، ولد في 11 مارس 1945 في ديترويت في الولايات المتحدة.

## وصلات خارجية
- الموقع الرسمي
- هارفي مانديل على موقع IMDb (الإنجليزية)
- هارفي مانديل على موقع ميوزك برينز (الإنجليزية)
- هارفي مانديل على موقع أول ميوزيك (الإنجليزية)
- هارفي مانديل على موقع ديسكوغز (الإنجليزية)